# 文野直樹
文野 直樹（ふみの なおき、1959年11月29日 - ）は、日本の実業家。「大阪王将」などを傘下に置く持株会社・イートアンドホールディングス代表取締役会長CEO。
大阪府枚方市出身、血液型はO型。
父親が経営する「大阪王将」を引き継ぎ、中華料理の「大阪王将」、ラーメンの「よってこや」、カフェの「コートロザリアン」などを展開する。大阪学院大学経営学部中退。
『マネーの虎』、『ぶっコギ!』などのテレビ番組にも出演していた。

## 人物
- スポーツが大好きで、ボクシングやマラソンなどで体を鍛えている。
- 音楽活動にも興味があり、知人と一緒にバンドを結成し、ギターを担当。ライブも行ったことがある。
- 座右の銘は、我以外みな師匠なりけり。

## マネーの虎
- 深夜時代から出演していたが、過去の出演では一度も投資に至ったことはなく、出演した回で他の社長によってマネー成立した事も一度も無かった。
- 芸能プロ志願者の回ではあまりのプレゼンの杜撰さに呆れ、「経営者として責任取らなアカン!」と断罪した。
- キックボクサーの兼子ただしによる「スポーツストレッチ専門店」のアイディアに対して、「うまく戦略組めばね、何かビックマーケットになりそうな気がしますね」と高く評価したものの、空港出店という事業計画があやふやでノーマネーに終わった。
- 2003年10月のリニューアル前に降板した。

## テレビ番組
- カンブリア宮殿 独自路線をひた走る 町中華チェーンの全貌（2021年4月8日、テレビ東京）- イートアンド会長 文野直樹出演[2]。

## 著書
- よってこやの秘策 二十一世紀に飛躍するニュービジネスモデル（文芸社、2001年10月15日、ISBN 978-4835523989）
- 大阪王将、上陸 あなたの街で必ず成功するロングセラー35年、成功率95%の真実（文芸社、2006年8月1日、ISBN 978-4286005157）
- 大阪王将の「超える」経営（共著者:陶山計介、執筆協力:伊藤佳代）（幻冬舎、2024年3月4日、ISBN 9784344947382）